# Битва при Гори (1598—1599)
Битва при Гори — битва между Картлийским царством и Османской империей за город Гори. После осады, которая длилась девять месяцев, битва завершилась победой грузин.

## Предыстория
Османо-сефевидская война 1578—1590 годов привела к тому, что Картлийское царство попало под сюзеренитет Османской империи, поскольку столица Картли, Тбилиси, было оккупировано османскими солдатами. Однако, из-за ожесточенного сопротивления царя Картли, Симона I, он был признан Портой в своих царственных правах, сохранением христианской религии и полной автономией в обмен на ежегодную дань.
После неудачных попыток вмешаться в борьбу за престол Имеретинского царства, с целью объединения Картлийских и Имеретинских царств в единое государство, Симон I решил возобновить борьбу против османской оккупации. Встревоженные успехами Османской империи в Константинопольском договоре, европейские страны поощряли широкий союз против османов, что привело к их политическому сближению, Картли, Кахетии, Персии и Руси. Новый шах Перси, Аббас, пытался найти общий язык с христианскими странами Европы через христианских царей Картли и Кахетии.
Несмотря на это, никакого военного вмешательства со стороны европейцев и России не предвиделось, и Персия не начала войну против Османской империи.
Тем не менее, Симон I решил возобновить борьбу за освобождение своего царства от османов.

## Битва
Город Гори, как сердце Картлийского царства, был первой целью Симона перед возвращением города Тбилиси и других укрепленных городов, так как Гори должен был стать хорошим опорным пунктом для сопротивления врагу.
В 1598 году Симон I осадил османский гарнизон в крепости Гори. Гарнизон вскоре впал в состояние обездоленности, и они были вынуждены силой добывать себе продовольствие в соседних деревнях. Несмотря на это, они мужественно сопротивлялись.
Весной 1599 года грузины сняли осаду во время Великого поста, что было обычной практикой среди грузин и заставило османов поверить, что грузины отказались от своих целей. Однако это была хитрость, и как только османы ослабили свою бдительность, Симон I решил действовать.
Прежние моуравы Гори, Сулхан Турманидзе и князь Парсадан Цицишвили по приказу царя запаслись лестницами и по условленному сигналу встретились ночью близ Гори, где пересекаются реки Мтквари и Лиахви. Там же был и царь Симон I.
Соединённые армии незаметно двинулись в темноте, поставили свои лестницы у стен и взяли штурмом цитадель Гори. Армию возглавил брат Симона царевич Вахтанг (1546—1605), авангардом командовал Гоча. Бои продолжались до тех пор, пока турки не сдали крепость, так как дальнейшее сопротивление было бесполезным.
После освобождения Гори Симон начал готовиться к возвращению Тбилиси, в то время как османский султан направил большую армию для подавления восстания.